# Aleksander Gieysztor
Aleksander Gieysztor, né le 17 juillet 1916 à Moscou et mort le 9 février 1999 à Varsovie, est un médiéviste polonais.
Il est admis à l'École nationale des chartes au titre d'élève étranger en 1938, mais doit la quitter dès 1938, pour rejoindre l'armée, lors de l'Invasion de la Pologne.
Il a reçu le titre de docteur honoris causa de l'université Jagellonne de Cracovie en 1996.

## Publications
- Histoire de la Pologne, 1947
- Ze studiów nad genezą wypraw krzyżowych, 1948
- Zarys nauk pomocniczych historii : książka z której korzystało kilka następnych pokoleń studentów, 1948
- Zarys dziejów pisma łacińskiego, 1972
- Zamek Królewski w Warszawie, 1973
- Mitologia Słowian : pierwsza znacząca praca od czasów Aleksandra Brücknera, 1980
- Dzieje Mazowsza do 1526 roku (avec Henryk Samsonowicz)
- La Pologne et l'Europe au Moyen âge, Warszawa, P.W.N., conférence au Centre scientifique de l'Académie polonaise des sciences à Paris, le 10 décembre 1962.
- Società e cultura nell'alto Medioevo Polacco, Ossolineum, 1965, conférence à l'Académie polonaise des sciences à Rome, le 5 novembre 1963)